# ورزشگاه ولی پرید
ورزشگاه وَلی پِرِید (انگلیسی: Valley Parade) یک باشگاه فوتبال در شهر برادفورد، انگلستان است.
این ورزشگاه که در سال ۱۸۸۶ تأسیس شده دارای ۲۵٬۱۳۶ نفر ظرفیت می‌باشد و ورزشگاه خانگی باشگاه فوتبال برادفورد سیتی محسوب میشود.

## نگارخانه

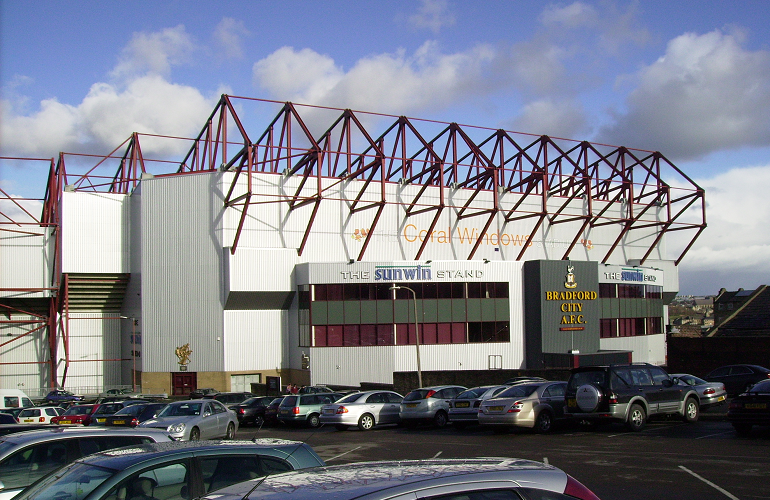
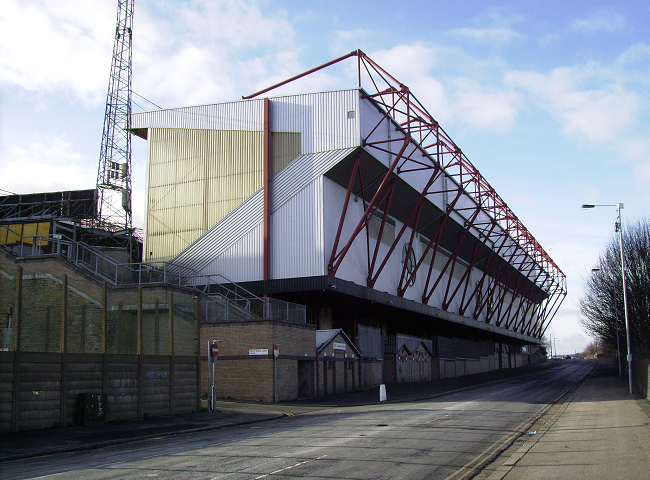
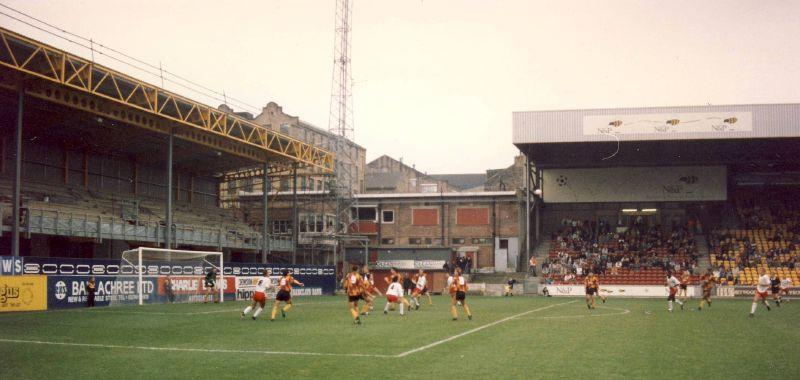
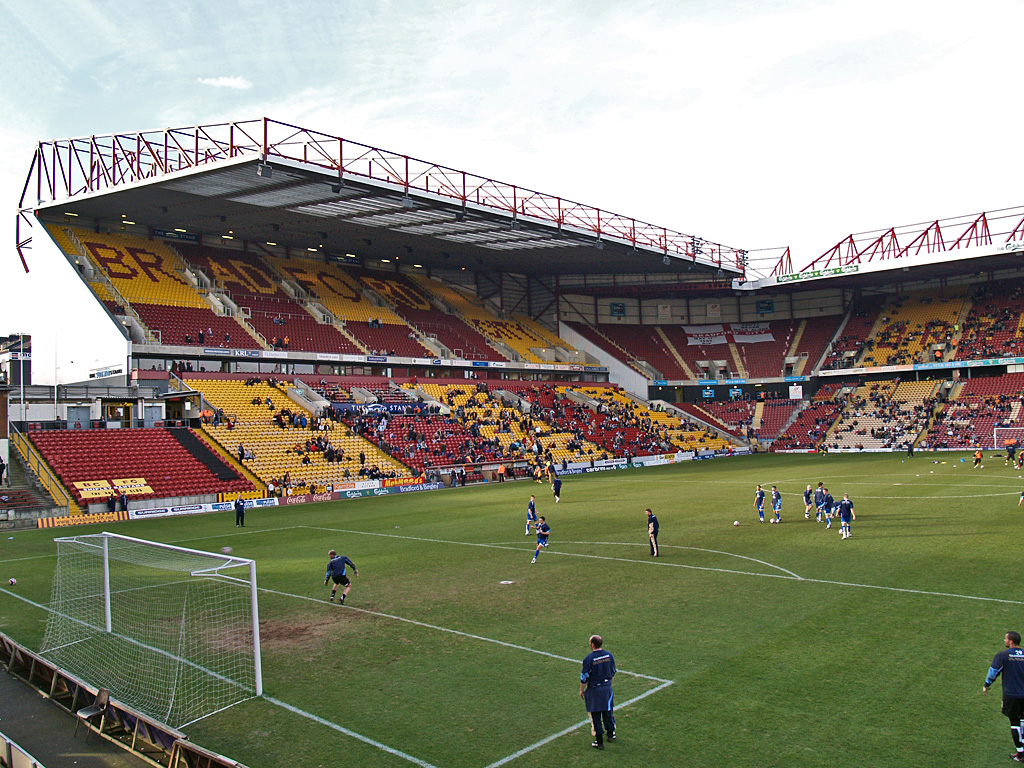